# 三叉槍

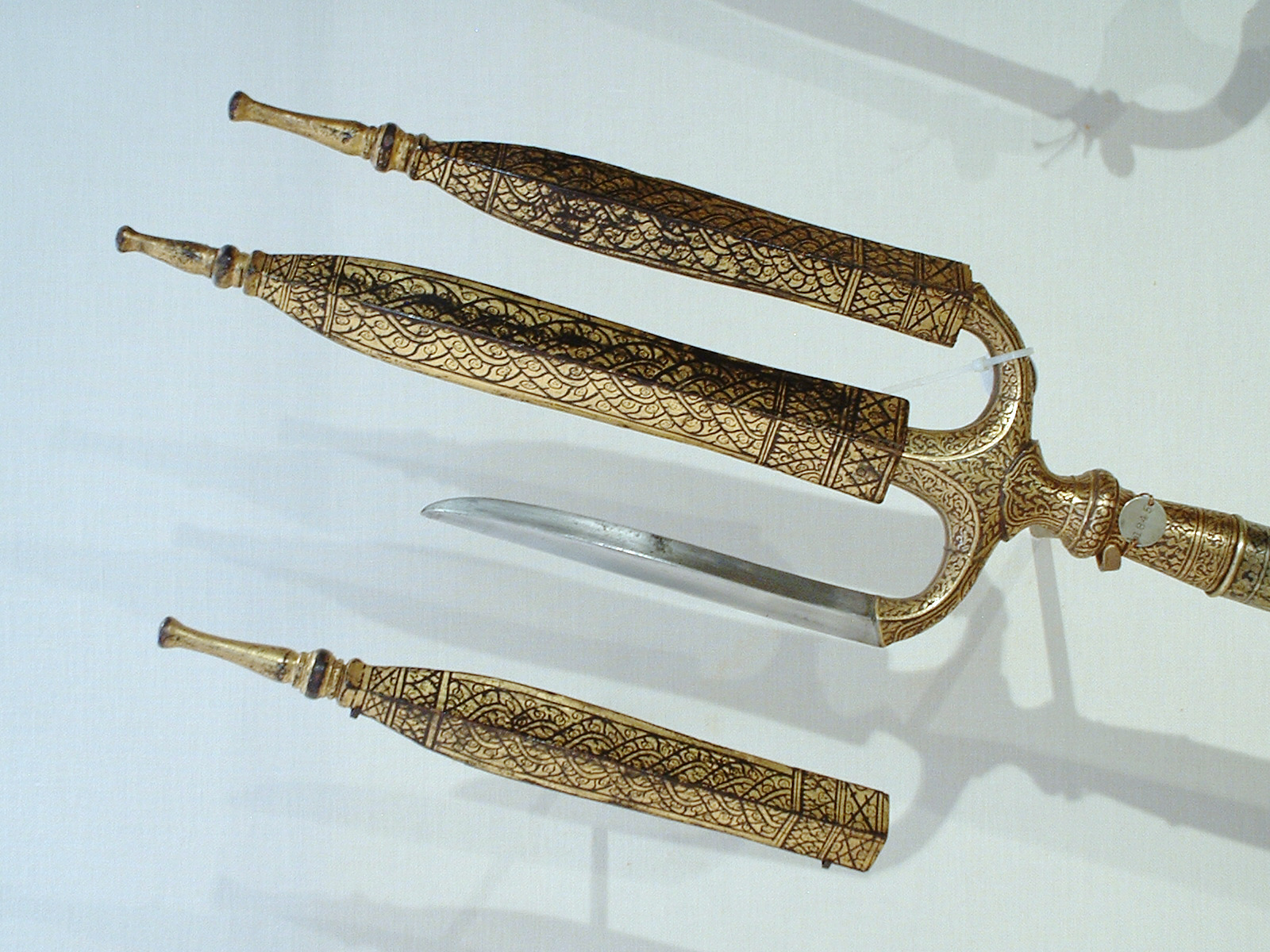
18世紀ビルマの三叉戟

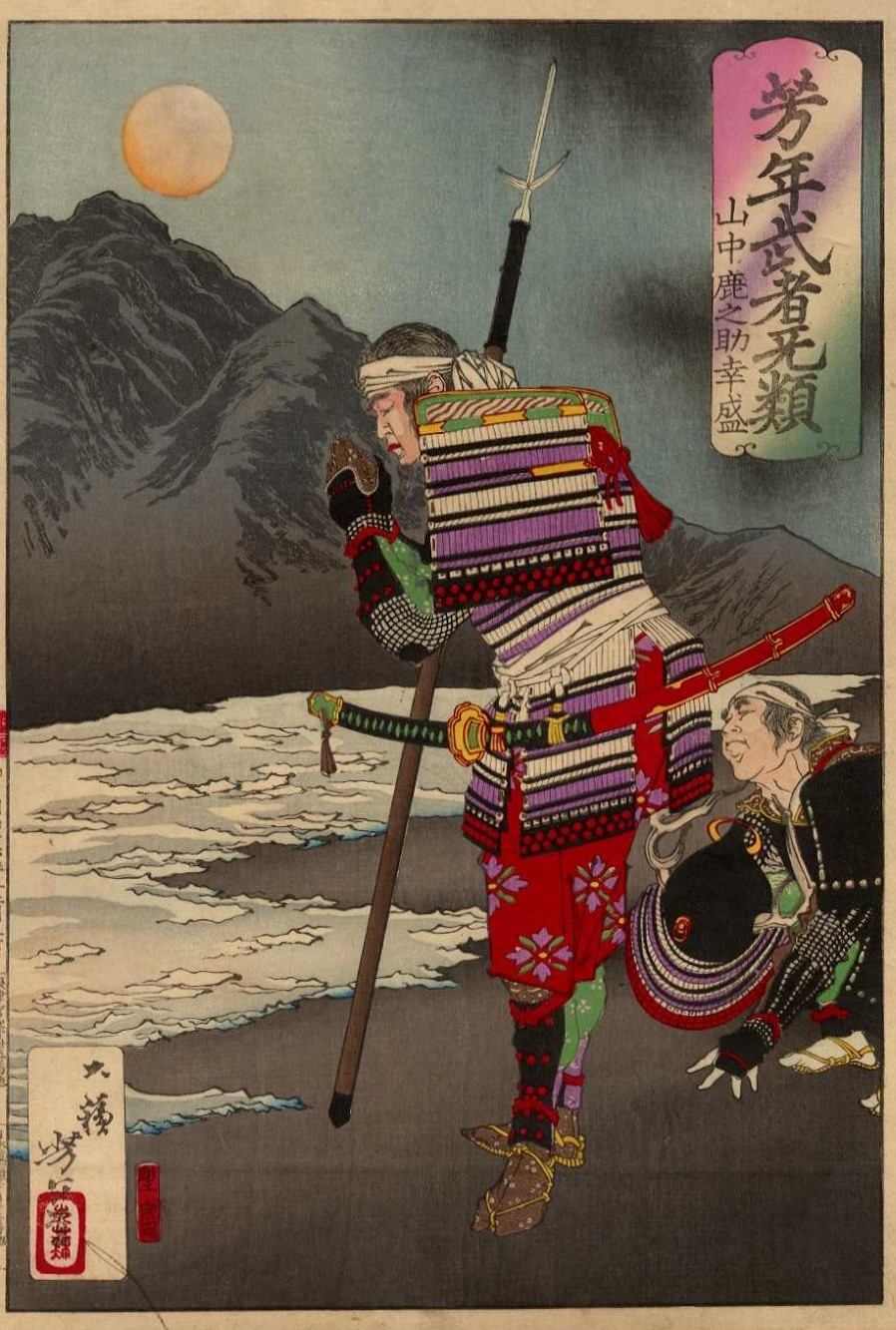
三叉槍が描かれた月岡芳年の山中幸盛

三叉槍（さんさそう）、三叉戟（さんさげき）は、3つの穂を有する槍、戟。武器としてのほか、漁業にも使用された。ギリシア神話、及びローマ神話の海の神であるポセイドンやその息子トリートーン、インド神話におけるシヴァの武器とされる。

## 用途

### 漁業
漁業に使用される場合は、一般にとがった先端で魚を捕らえる。アメリカ南部及び中西部においては、ウシガエルやヒラメなどを捕獲するのに使用される。

### 戦闘
また、もともとは漁師が魚を獲るために使っていたこともあり、ローマ時代の剣闘士の一種であるレティアリィはこの武器と網を使用し、主として魚の兜をつけたムルミッロと試合を行った。

## 神話と象徴

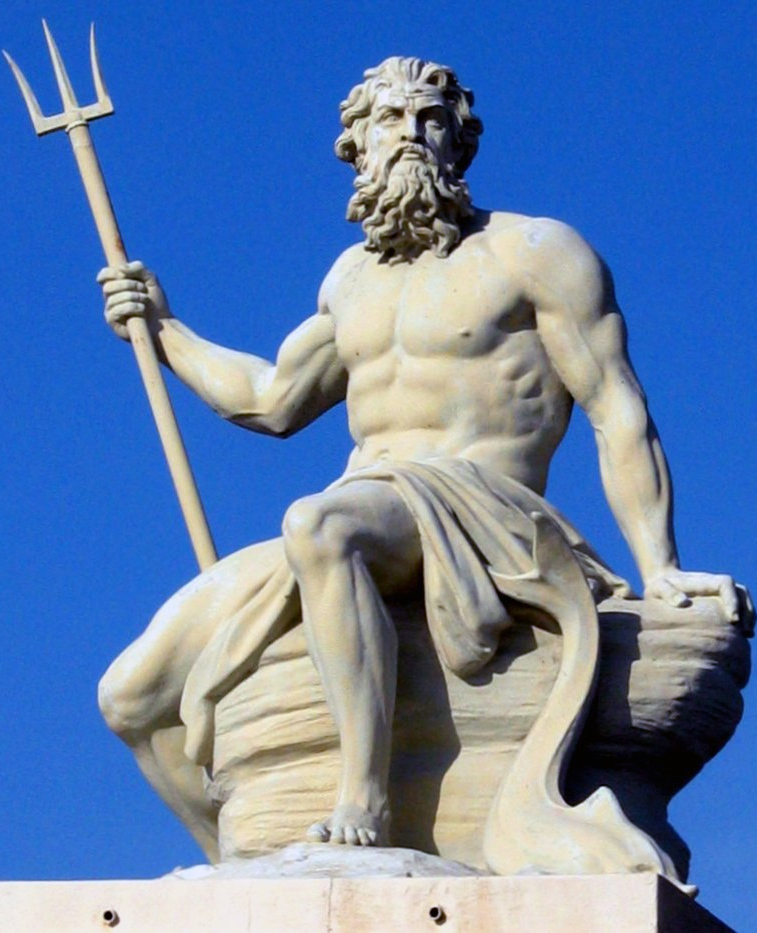
三叉槍を持つポセイドン像

### トリシューラ
インド神話において、シヴァはトリシューラ と呼ばれる三叉の槍を片手に持ち、これを悪しき存在を打倒するために使用した。3つの先端は、ヴェーダの哲学では、sāttvika、rājasika、tāmasikaと呼ばれる。

### トリアイナ、トライデント
ギリシア神話において、ポセイドーンはギリシアの水源や馬を作り出すのに古代ギリシア語でトリアイナ (τρίαινα) と呼ばれる三叉の矛を使用した。ポセイドンは海の神であると同時に地震を起こす神でもあり、彼が怒り、地を突くときには地震が起こり、トリアイナを使用して大波、津波、嵐を巻き起こすとされる。
ローマ神話においても、ポセイドンと同一視されるネプトゥーヌスはトリデーンス(tridens)を使用して水源を生み出し、地震を起こす。ジャン・ロレンツォ・ベルニーニの『ネプチューンとトリトン』が、そのことをよく示している。
こういったことから、海王星を示すマークとして、天文学や占星術で使用される。

### その他
道教においては、三叉槍は三清を表す。
ユダヤ教の司祭が捧げ物を取り分ける際に使用するフォークも三又である。

## シンボルマークとして

### 政治的使用

バルバドスの国旗

- ウクライナの国章に使用される「トルィズーブ」
- バルバドスの国旗
- イギリスを擬人化した女神、ブリタニアの所持品

### 一般的な使用
- ワシントン・アンド・リー大学のシンボル
- ミズーリ大学セントルイス校の運動チーム（トリトンズ）のシンボル（2008年6月から）
- アリゾナ州立大学のマスコットキャラクター、Sparky the Sun Devilは三叉槍を持っている
- シアトル・マリナーズの帽子のマーク及びロゴマーク
- シーシェパードの旗に描かれている
- マセラティのロゴマーク
- クラブメッド
- ホーカー・シドレー トライデント（1960年代イギリスの3発ジェット旅客機）
- ティレーノ〜アドリアティコ（自転車ロードレース）のトロフィー
- カリフォルニア大学サンディエゴ校のマスコットキャラクターがトリトン
- アメリカ海軍の特殊部隊であるNavy SEALsのエンブレム